# Вроцишув-Гурни
Вроцишув-Гурни (пол. Wrociszów Górny) — село в Польщі, у гміні Сулікув Згожелецького повіту Нижньосілезького воєводства.
Населення — 162 особи (2011).
У 1975-1998 роках село належало до Єленьогурського воєводства.

## Демографія
Демографічна структура станом на 31 березня 2011 року:
|          | Загалом | Допрацездатний вік | Працездатний вік | Постпрацездатний вік |
| -------- | ------- | ------------------ | ---------------- | -------------------- |
| Чоловіки | 83      | 17                 | 66               | 0                    |
| Жінки    | 79      | 20                 | 55               | 4                    |
| Разом    | 162     | 37                 | 121              | 4                    |

## Галерея

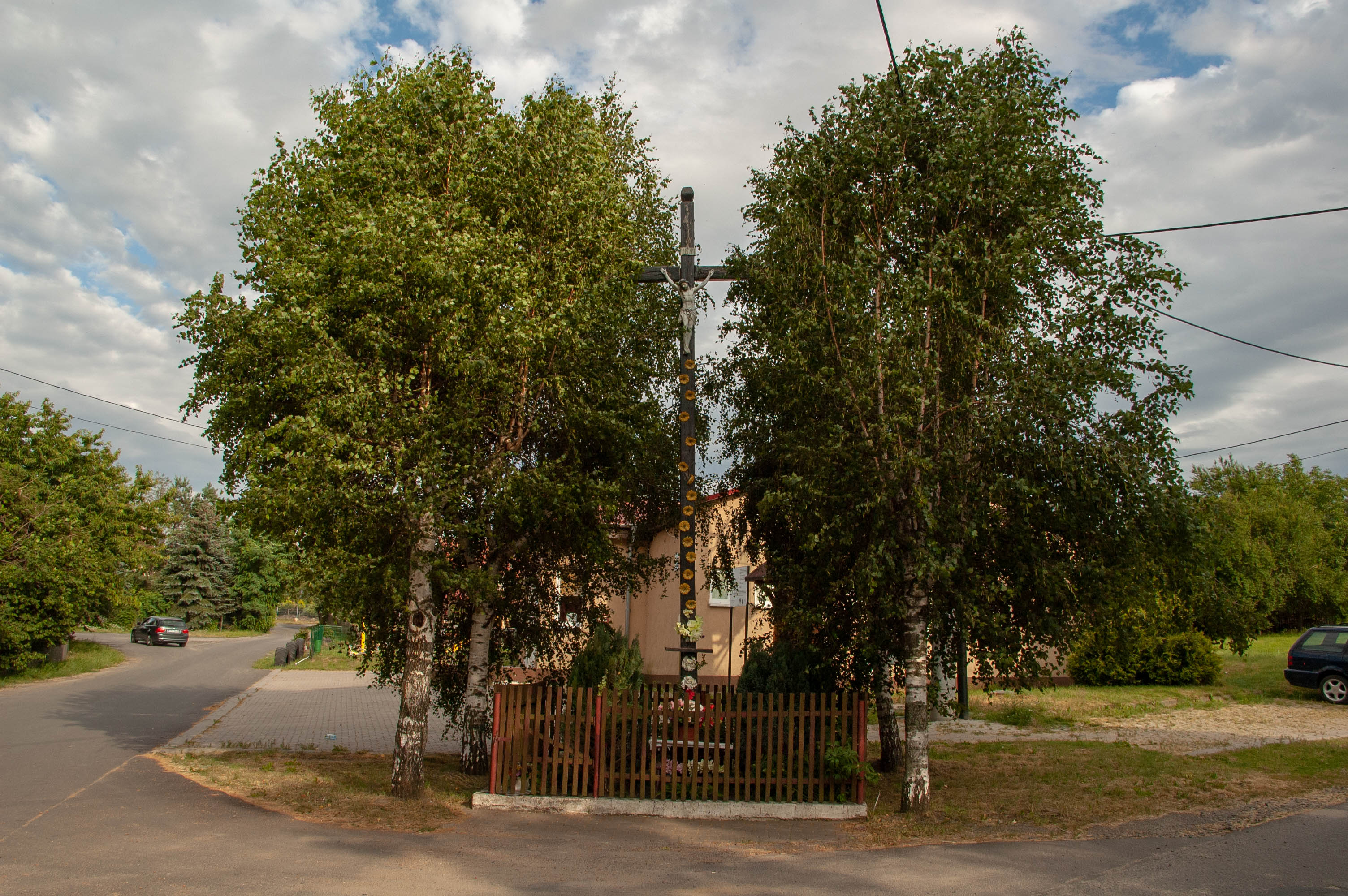
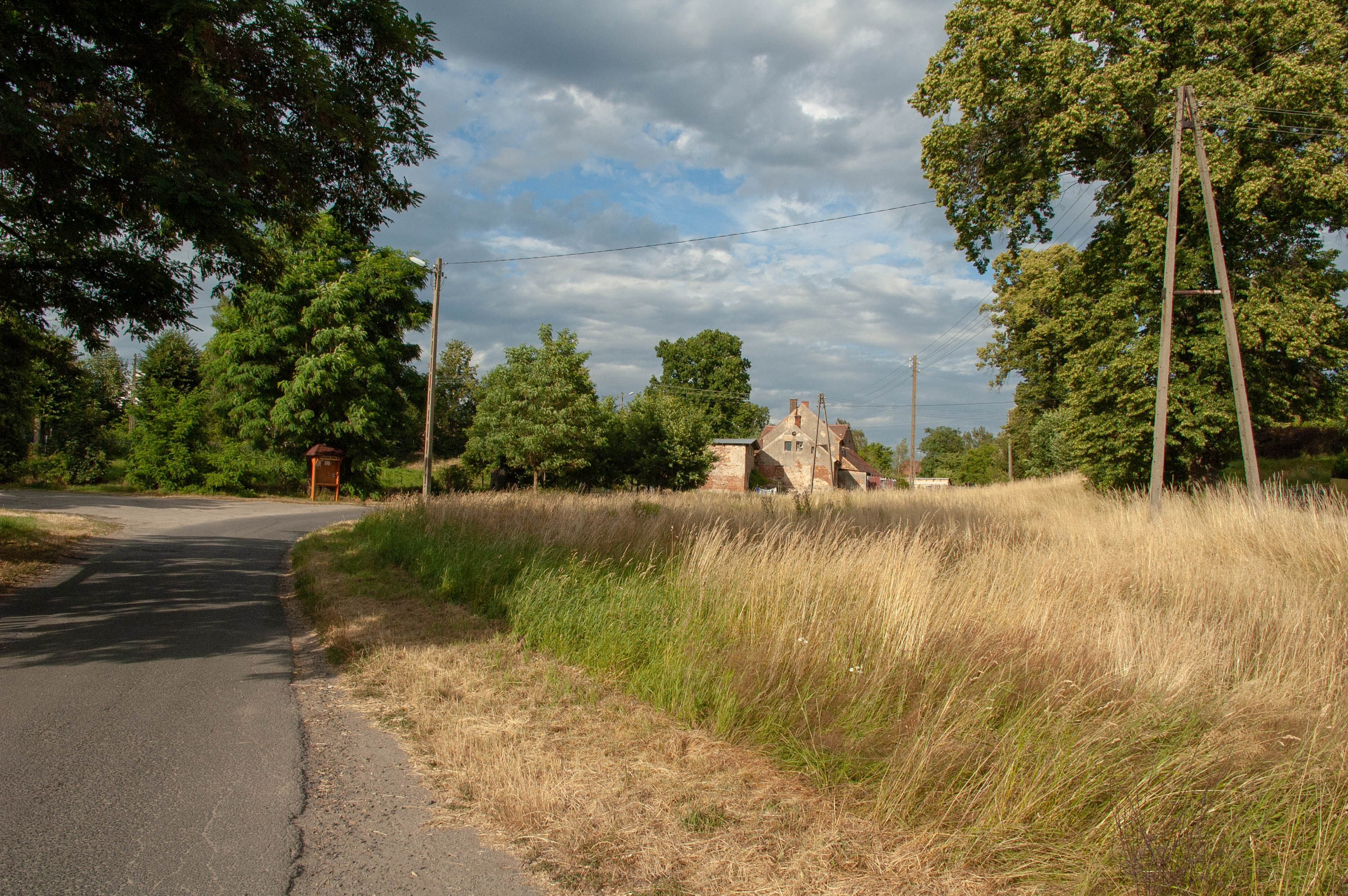
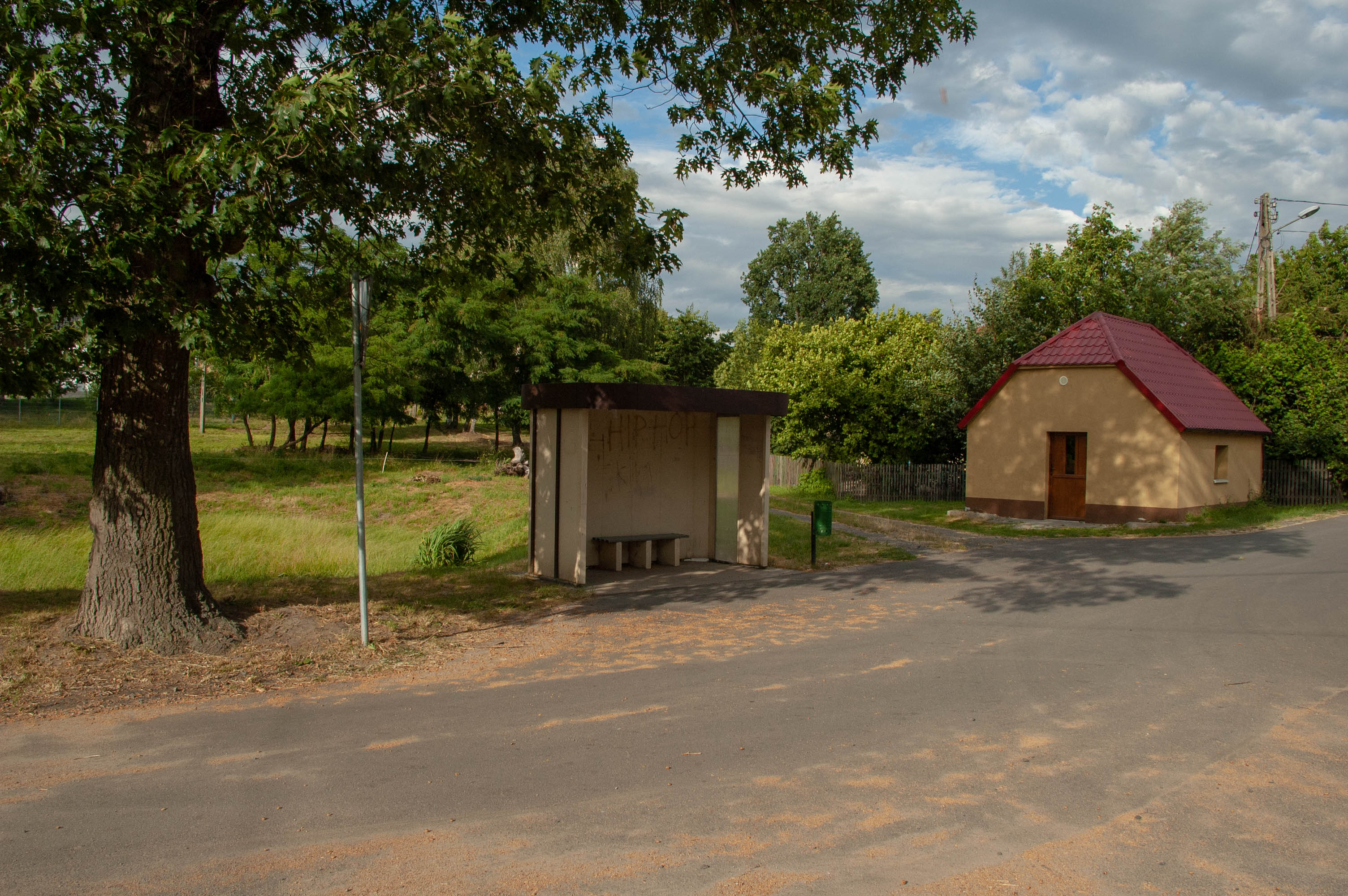